# Seguridad colectiva

Alianzas de seguridad más importantes actualmente
OTAN
SCO, CSTO
Consejo suramericano de defensa
Consejo de paz y seguridad de la Unión Africana

La seguridad colectiva es un sistema político, regional o global, en el cual cada estado del sistema acepta que la seguridad de uno les concierne a todos y por ello se comprometen a llevar a cabo una respuesta colectiva en caso de amenaza o de una situación real de brecha en la seguridad reinante en el sistema. En este sistema, un agresor potencial es disuadido ante la perspectiva de una unión del resto frente a él. La seguridad colectiva es un sistema más ambicioso que el sistema de alianzas o el de defensa colectiva en el sentido en que busca unir los estados de forma regional o global ante una gran variedad de posibles amenazas.
Este concepto no es nuevo. Puede encontrarse en el tratado de I. Kant La Paz Perpetua, y posteriormente, en las Cartas fundacionales de la Sociedad de Naciones y la Organización de las Naciones Unidas.

### Defensa colectiva
Defensa colectiva es un pacto, normalmente formalizado por un tratado y una organización en la cual participan aquellos Estados comprometidos a respaldar otros Estados miembros u otro Estado no perteneciente a la organización lleva a cabo un ataque. El ejemplo más significativo de organización que se basa en la defensa colectiva lo encontramos en la OTAN (Organización del Tratado del Atlántico Norte). De acuerdo con el Artículo 5 de su tratado fundacional, los Estados miembros deben asistir a otro miembro que este siendo atacado. Este Artículo ha sido invocado solamente después del 11 de septiembre en los Estados Unidos. A raíz de este suceso los Estados miembros de la OTAN asistieron a los Estados Unidos en su Guerra contra el Terrorismo participando en la Guerra de Afganistán